# Антигон I Одноокий

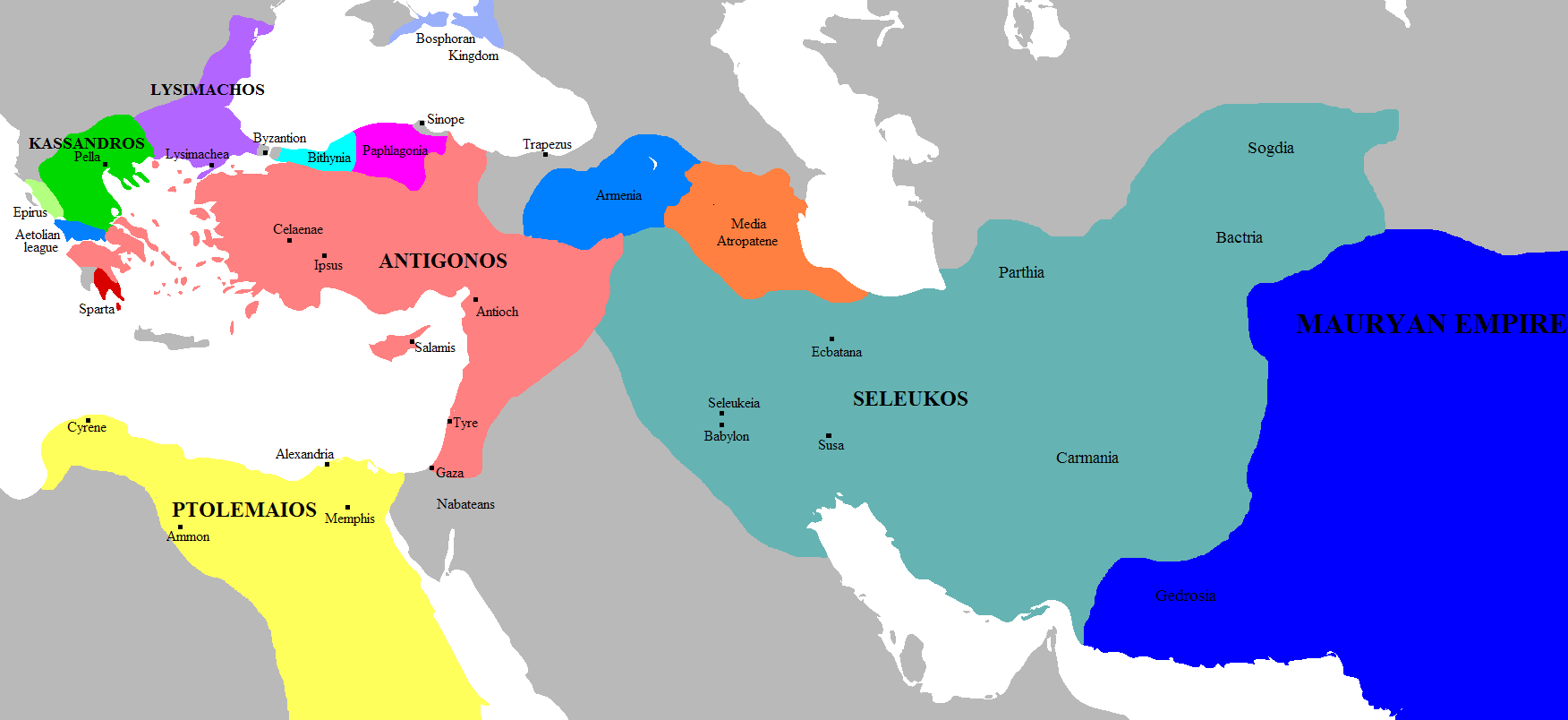
Імперія Антигона в 303 до н. е.

Антиго́н I Одноо́кий (382 до н. е. — 301 до н. е.) — діадох, полководець Александра III Великого. Засновник династії Антигонідів — македонських царів. Із 333 до н. е. — сатрап (правитель) Фригії (Мала Азія).

## Життєпис
Антигон, прозваний Циклопом, або Монофтальмом — однооким — вів свій рід від володарів Еліміотиди.

### Походження. Ранні роки
Антигон народився близько 382 року до н. е. у сім'ї Филипа. Античні джерела по-різному описують соціальний статус сім'ї Антигона. Клавдій Еліан стверджував, що в молодості Антигон орав землю. Згідно з Діодором Сицилійським, Антигон походив з приватного стану, Полібія — з царського роду. Батька Антигона Філіпа в деяких, переважно застарілих, джерелах ототожнюють з Філіпом, сином Махата, який походив із роду царів верхньо-македонської області Еліміотиди. Ім'я матері Антигона невідоме. У пари було ще кілька дітей — старший син Деметрій, Полемей (можливо) та ще один син чи дочка, чиє ім'я невідоме. Після того, як мати Антигона овдовіла, вона стала дружиною Періандра з Пелли і народила близько 356 року до н. е. Марсія.
Відповідно до реконструкції Р. Біллоуза Антигон походив з аристократичної сім'ї та провів дитинство у Нижній Македонії. На думку історика, фрагмент Еліана про низьке походження Антигона міститься серед інших двадцяти недостовірних тверджень про родинні зв'язки відомих діячів античності і відповідно не заслуговує на довіру. Свідоцтво Полібія є наслідком пропаганди нащадків Антигона, які керували Македонією протягом цілого століття. Шлюб аристократа Періандра із жінкою з кількома дітьми, на думку Р. Біллоуза, свідчить про її високий статус. Успішна кар'єра одного з братів Антигона Деметрія за Філіпа II також говорить про високий соціальний статус сім'ї. Ще одним аргументом на користь аристократичного походження Антигона є його шлюб зі Стратонікою, яка мала родинні зв'язки з царською династією Аргеадів.
Дитинство та юність Антигона пройшли в умовах частих змін влади, вторгнень на територію Македонії іллірійців та загальної невизначеності щодо подальших перспектив існування держави. Незважаючи на це, в молодості Антигон здобув гарну освіту, про що свідчить цитування ним праць Евріпіда в зрілому віці.

### За часів Філліпа II
Сучасникам практично нічого невідомо про деталі життя Антигона під час царювання Пилипа II. За твердженням Р. Біллоуза, безперечно, що Антигон зайняв високе становище при дворі македонського царя, входив до гетайрів і став одним з його воєначальників. Цей статус під час Філіпа II передбачав не лише високі майнові та соціальні положення, а й певний військовий досвід. Незважаючи на те, що сучасникам практично нічого не відомо про деталі біографії Антигона під час правління Філіпа II, саме в цей період свого життя він отримав військовий та адміністративний досвід.
На час правління Філіпа II, імовірно, належить другий шлюб матері Антигона з Періандром. Від цього шлюбу народився Марсій, який був не тільки ровесником сина Філіпа II Олександра, а й навчався з ним у Арістотеля. Споріднений зв'язок з другом дитинства спадкоємця престолу також сприяла зростанню впливу Антигона.
Під час облоги Перінфа 340-339 років до н. е. Антигон втратив око. Згідно з Плутархом, він не покинув війська і не дозволяв лікарям вийняти стрілу до закінчення бою, під час якого вороги були відтіснені за міські стіни. В античних джерелах існують різночитання опису події. Плутарх плутає Антигона з Антигеном, проте сучасні історики переважно вважають, що йдеться про помилку в античному джерелі. Р. Біллоуз наводить наступну, гіпотетичну, послідовність події: під час облоги Перінфа Філіпп II з частиною війська вирушив до Візантія. Антигон був залишений як один із воєначальників біля стін Перинфа. Перинфяни побачивши ослаблення війська супротивника здійснили вилазку. Антигон, попри поранення, вважав себе зобов'язаним спочатку відбити напад на македонян, а не залишати поля битви
Приблизно тоді ж, під час однієї з військових кампаній, які вів Філіп II, загинув брат Антигона Деметрій. Після його смерті Антигон взяв за дружину вдову брата Стратоніку, яка, можливо, мала родинні зв'язки з династією македонських царів Аргеадів.
За однією з версій, Антигон міг брати участь у експедиції македонян до Азії 336—334 років до н. е.

### Правління Александра Македонського
334 року до н. е. Олександр Македонський зі своїм військом перетнув Геллеспонт. Р. Біллоуз зазначає, що одне з головних джерел про похід Олександра Арріан лише раз згадує ім'я Антигона. На думку Р. Біллоуза, це пов'язано з тим, що Арріан при складанні своєї праці використав мемуари Птолемея, одного з головних ворогів Антігона. Відповідно Птолемей міг замовчати про роль свого суперника під час походів Олександра. Реконструкція життя Антигона у період передбачає використання інших джерел, і навіть ретельний аналіз твору Арриана.
За твердженням Р. Біллоуза, Антигон був одним із воєначальників Олександра, який керував сімома тисячами грецьких піхотинців. Такий висновок ґрунтується на зіставленні двох фрагментів Діодора Сицилійського та Арріана. Діодор Сицилійський при перерахуванні сил, з якими Олександр розпочав свій похід, згадав «сім тисяч союзників», тобто греків, які стали під прапори македонського царя. Арріан, при описі подій 333 до н. е., писав: «Він [Олександр] … призначив сатрапом Фригії Антігона, сина Філіпа, а командувати союзниками поставив замість нього стратега Балакра, сина Амінти [de]».
Найімовірніше, Антигон на чолі грецьких союзників брав участь у битві при Граніку. Можливо, разом із Калласом та Александром Лінкестійцем Антігон підкорював Геллеспонтську Фригію. Згідно з даними епіграфіки, Антигон керував військами, які зайняли іонійське місто Прієну. Також Антигон був одним із членів військової ради при Олександрі під час кампанії 334—333 років до н. е.
Весною 333 року до н. е. Олександр призначив Антигона сатрапом стратегічно важливої Великої Фригії, що свідчить як про визнання його заслуг, а й про безумовному довірі македонського царя. Фригія знаходилася в самому центрі Малої Азії, через неї проходили основні дороги з Азії до Геллеспонта та Македонії. Область межувала з непокореною Пісидією, і навіть Каппадокією і Пафлагонією, чиї правителі лише формально визнали влада македонян [33]. Також у фортеці столиці області Келени залишалися перські війська у кількості тисячі карійців та сотні греків-найманців. Між гарнізоном фортеці та македонянами було укладено угоду, що вони припинять опір, якщо протягом 60 днів до них не прибудуть основні війська персів. Після підкорення Келен Антигон відправив на допомогу Олександру 1500 найманців, які брали участь у битві при Іссе [34][35][36].
Особливістю битви при Іссі було розташування персів та Олександра — обидва війська знаходилися спиною до території, яку контролював противник. Після поразки перси були змушені рятуватися втечею до Малої Азії. Олександр, замість переслідування персів, вирушив до Фінікії, де почав облогу Тіра. Антигон, у чиїх володіннях виявилися значні сили персів, був змушений довершити знищення війська, яке боролося за Ісси. Квінт Курцій Руф згадує три битви у яких Антигон «розсіяв персів» [37]. Парадокс ситуації полягав у тому, що Антигон мав значно меншу кількість воїнів, порівняно з числом персів, що втікали, оскільки основні сили македонян перебували при Олександрі. За однією з версій, Антигон змушений був задіяти Клеандра з 4 тисячами воїнів, які з Греції через Малу Азію до Александру [38][39].
333 року до н. е. Антигон стає намісником завойованої Великої Фригії. Він уже не брав участі в подальших походах Александра Македонського, але в битві при Сардах розбив і змусив утекти перську армію, яка прорвалася до Малої Азії, у вже завойовані македонянами області, поки Олександр підкорював Єгипет. Та ж область була йому надана радою полководців Олександра і в 323 до н. е. після смерті царя. Коли ж у 321 році Пердікка став загрожувати йому за непокору війною, Антигон подався до Європи, де вступив у союз з Кратером, Антипатром й Птолемеєм, і в 321 році до н. е. вони разом оголосили Пердікку війну. Після загибелі Пердікки, вбитого в Єгипті в липні того ж року його ж власними офіцерами, правителем держави Олександра Великого був проголошений Антипатр, а Антигон, отримавши необмежену військову владу в Азії, продовжив війну з прихильником Пердікки Евменом, намісником Каппадокії. Ця завзята війна велася зі змінним успіхом і закінчилася в 316 році до н. е. полоном і стратою Евмена.
Потім Антигон усунув намісника Мідії Піфона, змістив сатрапа Персиди Певкеста і заволодів Вавилонією, правитель якої Селевк утік до Птолемея. Антигон став господарем майже всієї держави Олександра Македонського, крім Македонії та Єгипту, правив як необмежений володар. Він повністю відійшов від східної політики Олександра, спирався лише на македонців, а на азійців дивився як людей нижчого сорту.
Безмежне владолюбство Антигона призвело нарешті його до того, що Птолемей, підбурюваний Селевком, правитель Македонії Кассандр і намісник Фракії Лісімах уклали проти нього коаліцію, і оскільки, Антигон на любовний поділ імперії не погоджувався, то вони оголосили йому в 315 р. до н. е. війну. У цій війні Антигон взяв роль захисника юного царя Олександра IV (сина Олександра Великого, права якого порушувалися Кассандром) і Роксани. У той час, коли Кассандр напав на Малу Азію, Птолемей і Селевк вторглися до Сирії, де вони в 312 до н. е. при Газі розбили сина Антигона — Деметрія Поліоркета. Селевк знову завоював Вавилонію і закріпився у ній.
Антигон рушив із Малої Азії до Сирії і змусив Птолемея до відступу; бачачи, що виграти війну не вдасться, Птолемей, Кассандр і Лісімах уклали з ним 311 року до н. е. мир, за яким кожен залишався при своїх володіннях. Селевка в цю угоду не включили, і Антигон послав проти нього свого сина Деметрія, проте його розгромили Селевка (між 310 і 308 роками до н. е.). Після цього під контроль Селевка перейшли Мідія, Персида та інші азійські провінції. Антигону залишилися Мала Азія, Сирія, Палестина та Месопотамія. Втім, Антигон дорожив саме цими провінціями, він почав будувати нову столицю — Антигонію на р. Оронт у Сирії. Його син Деметрій Поліоркет успішно вів війну на морі проти коаліції, яка відновила ворожі дії у 307 році до н. е. Ще 309 року до н. е. Кассандр наказав умертвити юного Олександра IV разом із його матір'ю Роксаною. Після блискучої перемоги флоту Антигона при Саламіні на острові Кіпр над Птолемеєм та його братом Менелаєм він проголосив себе царем (306 р. до н. е.). Всі інші діадохи (Птолемей, Лісімах, Кассандр і Селевк) незабаром наслідували його приклад. Від наміру завоювати Єгипет Антигон мав відмовитися, оскільки частину його флоту було розбито бурею і всяке вторгнення у країну Птолемея стало неможливим. Напад на Родос (305—304 роки до н. е.) залишився також безуспішним. Але 303 року до н. е. Деметрій вигнав Кассандра з Греції і збирався піти за ним і до Фессалії, однак наприкінці 302 року до н. е. батько, через натиск нової могутньої коаліції Селевка, Птолемея та Лисимаха, відкликав його до Малої Азії.
Селевк привів із Індії, куди вторгався у 305 році до н. е., 500 бойових слонів, які і вирішили результат битви при Іпсі (у Фригії) в 301 році до н. е. Армія Антигона складалася головним чином з македонців, у військах союзників було багато азійців, навчених за македонським зразком. Антигон, якому був уже 81 рік, бився до кінця, але був розгромлений і впав, пронизаний дротиками, його син Деметрій врятувався з 8 тис. воїнів, але майже всі володіння були втрачені. Загибель Антигона означала кінець його політики поборів, свавілля та зарозумілого ставлення до підкорених народів. Еллінська політика Олександра, в основі якої лежало зближення грецької та східної культур, знову стала чільною.
Сподіваючись на допомогу сина, Деметрія Поліоркета, намагався відновити державу Александра Великого після його смерті у 323 до н. е.
Першим серед діадохів оголосив себе басилевсом — у 306 до н. е.
Воюючи з коаліцією супротивників, зазнав поразки при Іпсі, де загинув.